# Houtai
Houtai (kinesiska: 后台, 后台乡) är en socken i Kina. Den ligger i provinsen Henan, i den centrala delen av landet, omkring 120 kilometer sydost om provinshuvudstaden Zhengzhou. Antalet invånare är 20 285. Befolkningen består av 10 099 kvinnor och 10 186 män. Barn under 15 år utgör 23,0 %, vuxna 15-64 år 68 %, och äldre över 65 år 8,0 %.
Genomsnittlig årsnederbörd är 833 millimeter. Den regnigaste månaden är juli, med i genomsnitt 193 mm nederbörd, och den torraste är januari, med 4 mm nederbörd.